# Roccasicura
Roccasicura là một đô thị ở tỉnh Isernia trong vùng Molise, có cự ly khoảng 40 km về phía tây bắc của Campobasso và khoảng 11 km về phía bắc của Isernia. Tại thời điểm ngày 31 tháng 12 năm 2004, đô thị này có dân số 610 và diện tích là 29 km².
Roccasicura giáp các đô thị: Carovilli, Forlì del Sannio, Isernia, Miranda, Vastogirardi.